# محمد أيطن
محمد أيطن (بالتركية: Mehmet Aydın) هو فيلسوف وسياسي تركي، ولد في 20 مارس 1943 في تركيا. حزبياً، نشط في حزب العدالة والتنمية. وقد انتخب عضو في البرلمان التركي.